# محوطه لاخوشک ۵
محوطه لاخوشک ۵ مربوط به دوران پارینه‌سنگی است و در شهرستان کوهرنگ، بخش مرکزی، دهستان شوراب تنگزی، ۱/۲ کیلومتری شمال و شرق روستایدهنوی پایین، کوه لاخوشک واقع شده و این اثر در تاریخ ۲۷ اسفند ۱۳۸۷ با شمارهٔ ثبت ۲۶۳۴۰ به‌عنوان یکی از آثار ملی ایران به ثبت رسیده است.